# PUMA (proteina)
Puma è l'alias di una proteina che fa parte della macrofamiglia delle Bcl2; quest'ultime si differenziano per la presenza dei moduli BH(1/2/3/4): Puma fa parte delle BH3 only. In generale tutti i membri di tale famiglia prendono parte del processo apoptotico nella via intrinseca mediata dal mitocondrio; alcuni membri come bcl2 sono anti-apoptotici poiché non permettono l'oligomerizzazione delle proteine Bak e Bax nella membrana del mitocondrio: ciò causerebbe il cambiamento della permeabilità permettendo così la fuoriuscita del citocromo C che innescherebbe l'apoptosi. Puma, come anche Noxa, bid, bim, bad, funge da falso bersaglio per bcl2 causandone l'inibizione.
La proteina P53, svolge un ruolo cruciale nel processo di riparazione del DNA a seguito di una DSB inducendo la riparazione; qualora non avvenisse con successo innesca la morte cellulare programmata. P53, essendo un fattore di trascrizione, controlla positivamente la trascrizione di tutti i geni coinvolti non solo nella riparazione del DNA ma anche nell'apoptosi; tra questi anche Puma (insieme a bad, bax e noxa).